# Au Gagne Petit
Au Gagne Petit es un antiguo edificio que acogió unos Grandes almacenes en el número 23 de la Avenue de l'Opéra en París, ahora reemplazado por un Monoprix. Los elementos restantes de la fachada decorada están protegidos como monumentos históricos desde el 22 de marzo de 1983.

## Histórico
Antes de la apertura de la avenida de l'Opéra, un hombre llamado Bouruet-Aubertot había abierto en 1844, en el n . rue des Moineaux, una tienda de ropa blanca llamada Le Gagne Petit. Creció, y empleó a Ernest Cognacq como vendedor, luego, cuando la rue des Moineaux desapareció debido a la creación de la avenue de l'Opéra, en 1878 construyó una gran tienda con una lujosa fachada ubicada en el n.º 23 de la Avenida.
Como decoración de la puerta principal, se ha conservado un bajorrelieve inspirado en un cuadro de David Teniers el Joven, 1610-1690, que representa una muela. El tema esta invertido y el escultor no lo firmó. La profesión de molinillo alguna vez se consideró de bajos ingresos.
Las fachadas y cubiertas a la calle del edificio están catalogadas como monumentos históricos por orden del 22 de marzo de 1983.

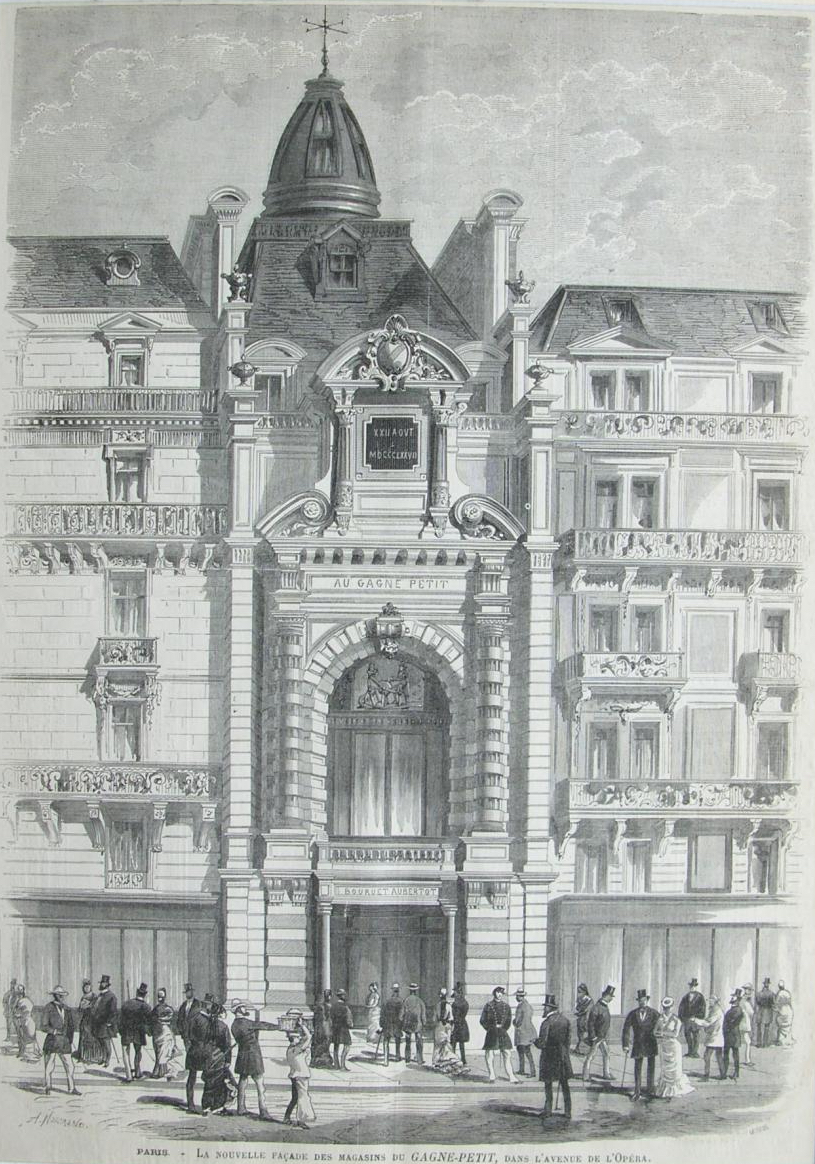
"París - La nueva fachada de las tiendas Gagne-Petit, en la avenida de l'Opéra" (1878).
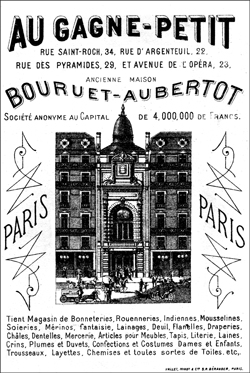
Publicidad - En Gagne Petit - Bouruet-Aubertot.
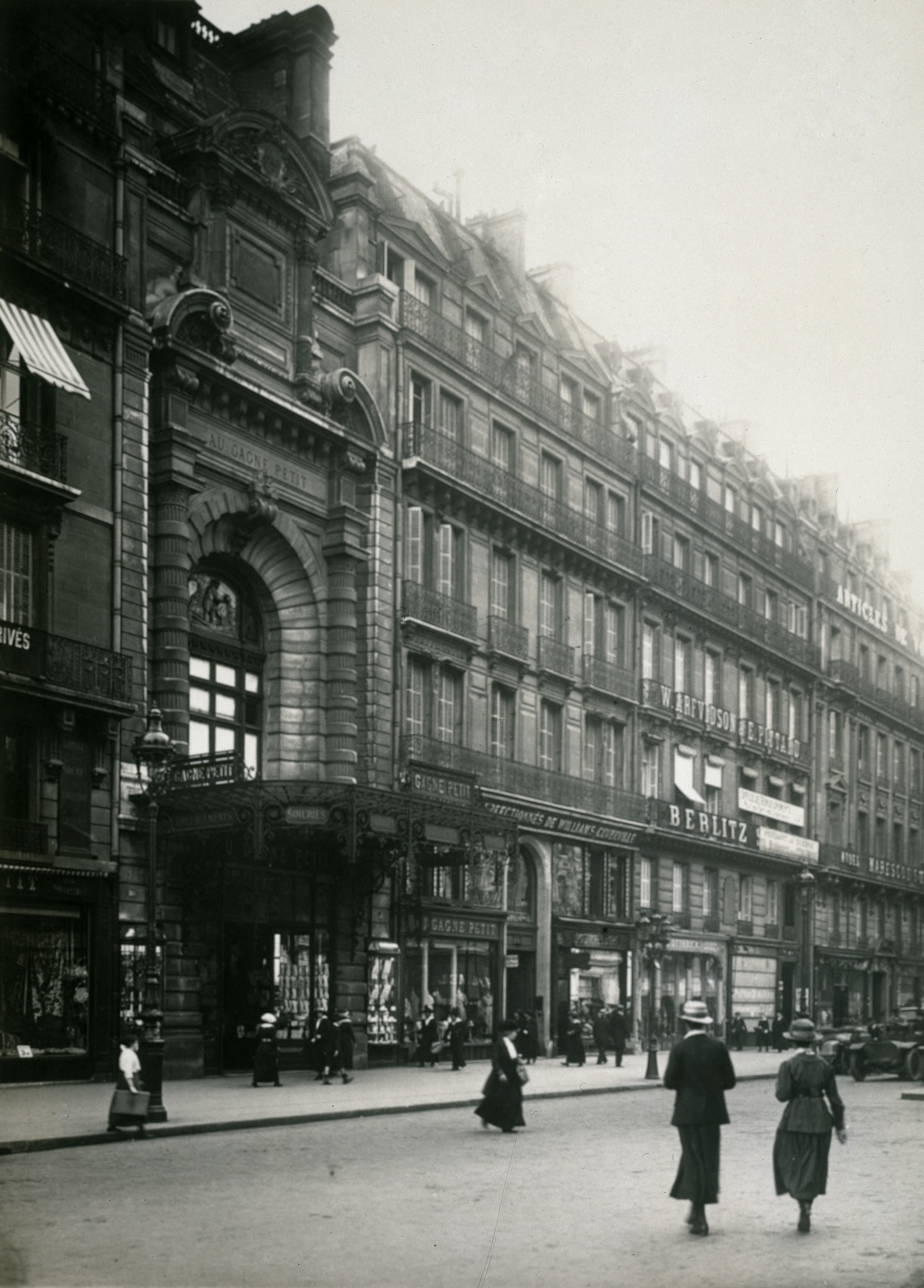
Fachada del Gagne Petit, Avenue de l'Opéra.
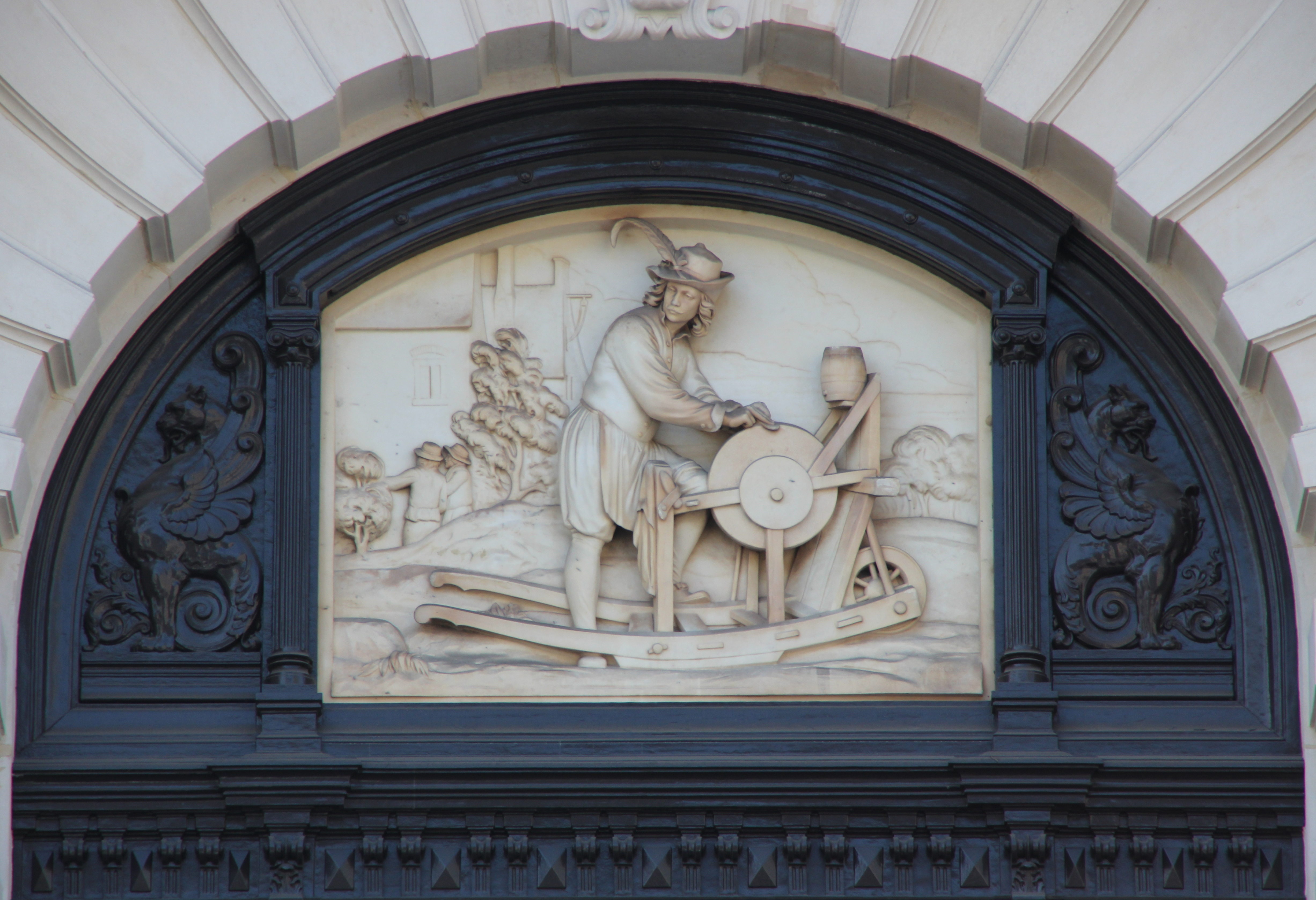
Bajorrelieve inspirado en el cuadro de David Teniers el Joven de la puerta principal.
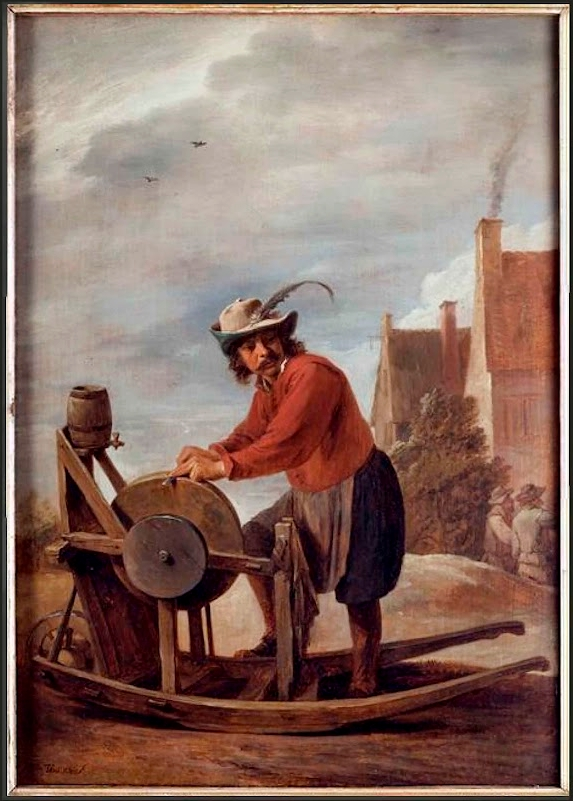
La pintura del afilador de cuchillos de David Teniers el Joven, Museo del Louvre.